# 羅克派爾角
68°25′S 64°58′W / 68.417°S 64.967°W
羅克派爾角（英語：Rock Pile Point），是南極洲的海岬，位於葛拉漢地的鮑曼海岸，處於伯梅爾半島東端，由美國探險隊拍攝空中照片，現時由南極條約體系管理。